# Podkanclerzy litewski
Podkanclerzy litewski – urząd centralny Wielkiego Księstwa Litewskiego w I Rzeczypospolitej.
Został utworzony przez króla Aleksandra Jagiellończyka w 1504. Miał podobny zakres władzy jak kanclerz wielki litewski, będąc jego zastępcą, ale nie podwładnym. Od 1569 roku wchodził w skład senatu Rzeczypospolitej.

## Lista podkanclerzy litewskich
- Ostafi Bohdanowicz Wołłowicz (1504–1584)
- Krzysztof Radziwiłł Piorun (1584–1589)
- Lew Sapieha (1589)
- Gabriel Woyna (1589–1615)
- Eustachy Wołłowicz (biskup wileński) (1615–1618)
- Hieronim Wołłowicz (1618–1619)
- Albrycht Stanisław Radziwiłł (1619–1623)
- Paweł Stefan Sapieha (1623–1635)
- Stefan Pac (1635–1641)
- Marcjan Tryzna (1641–1643)
- Kazimierz Leon Sapieha (1645–1655)
- Krzysztof Zygmunt Pac (1655–1658)
- Aleksander Krzysztof Naruszewicz (1658–1668)
- Michał Kazimierz Radziwiłł (1668–1681)
- Dominik Mikołaj Radziwiłł (1681–1690)
- Karol Stanisław Radziwiłł (1690–1698)
- Stanisław Antoni Szczuka (1699–1712)
- Kazimierz Czartoryski (1712–1724)
- Michał Fryderyk Czartoryski (1724–1752)
- Michał Antoni Sapieha (1752–1764)
- Antoni Tadeusz Przezdziecki (1764–1773)
- Joachim Litawor Chreptowicz (1773–1792)
- Kazimierz Konstanty Plater (1792–1795)